# Espelho-d'água do Lincoln Memorial

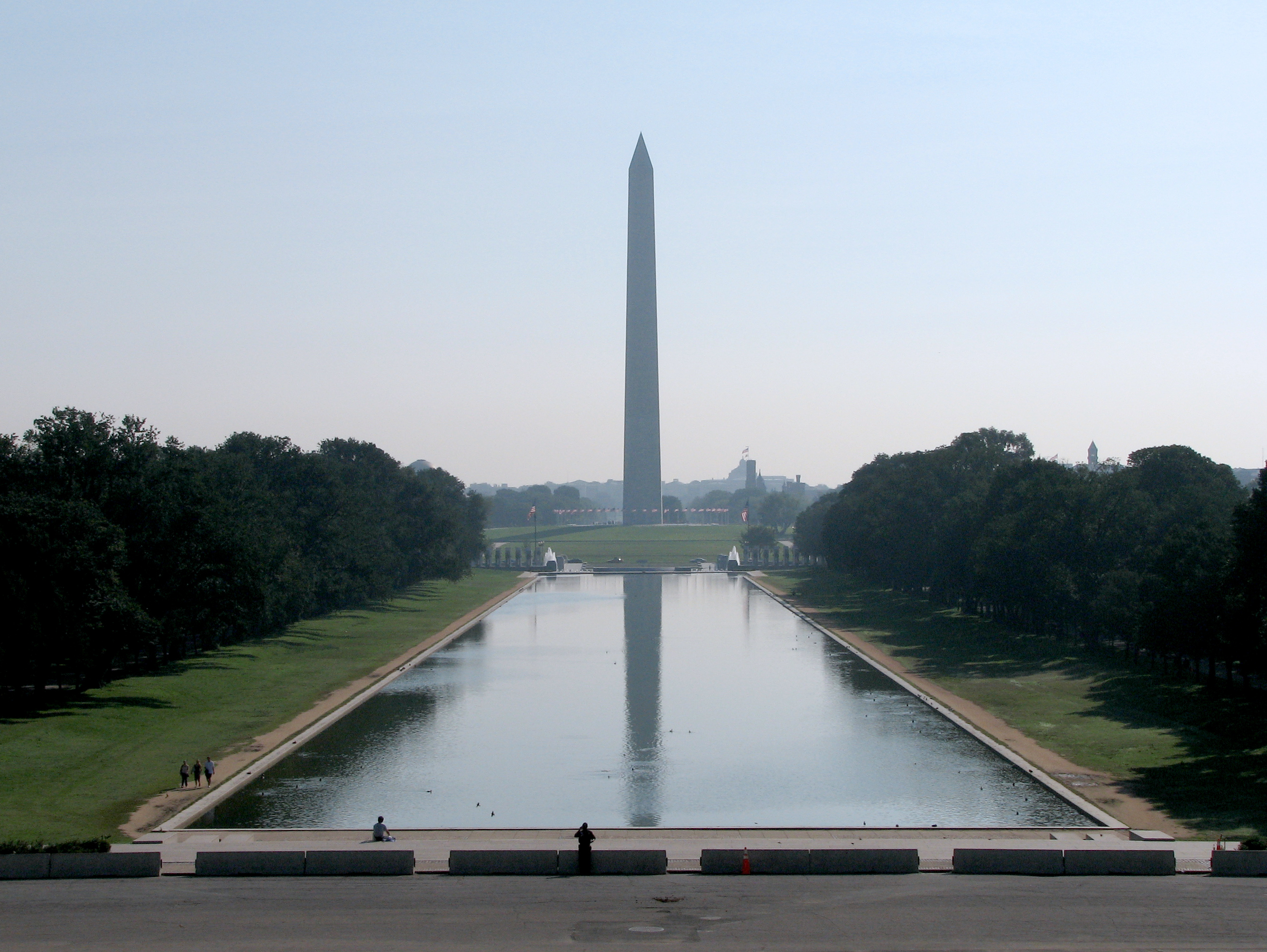
Espelho-d'água do Memorial de Lincoln, 2006

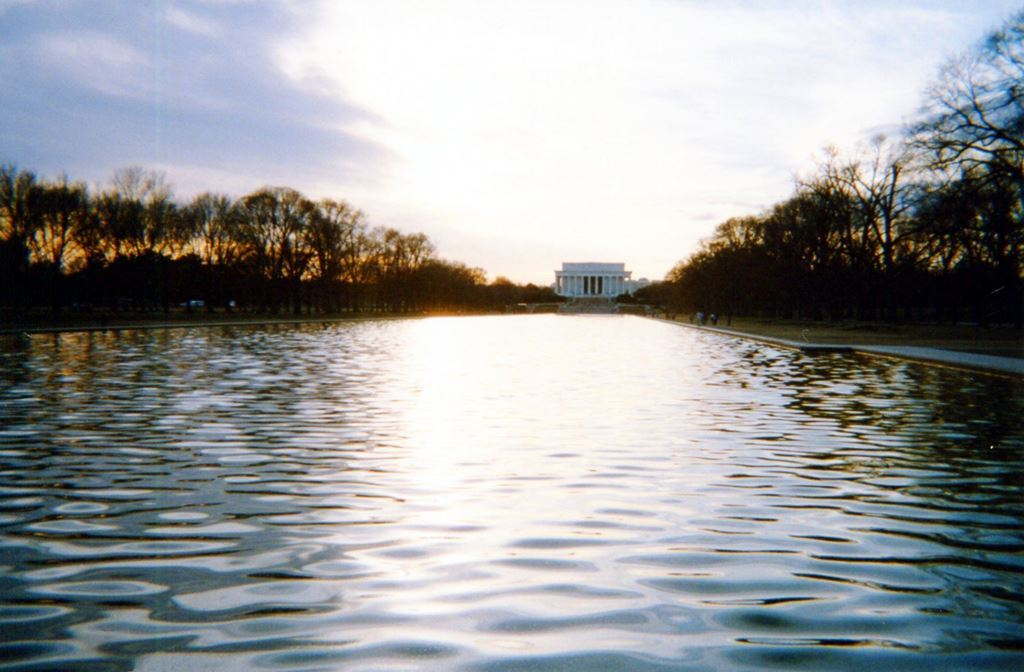
Piscina olhando para Lincoln Memorial

O Espelho-d'água do Lincoln Memorial (Lincoln Memorial Reflecting Pool) é o maior dos muitos espelhos-d'água em Washington, DC, Estados Unidos. É uma longa e grande piscina retangular localizada no National Mall, diretamente a leste do Lincoln Memorial, com o Monumento de Washington a leste do espelho-d'água. Parte da imagem icônica de Washington, o espelho-d'água abriga muitos dos 24 milhões de visitantes por ano que visitam o National Mall. É ladeado por calçadas e árvores em ambos os lados. Dependendo do ponto de vista do espectador, ele reflete o Monumento a Washington e o Lincoln Memorial.

## Descrição
O Lincoln Memorial Reflecting Pool foi projetado por Henry Bacon e foi construído em 1922 e 1923, após a construção do Lincoln Memorial. É aproximadamente2,030 ft (620 m; 0.384 mi)  comprimento e 167 ft (51 m) largura. O perímetro da piscina é, portanto,4,392 ft (1,339 m; 0.8318 mi) ao redor. Tem uma profundidade de aproximadamente 18 polegadas (46 cm) nas laterais e 30 in (76 cm) no centro. Ele contém aproximadamente 6,750,000 US gal (25,600,000 L) de água.

## Restauração
Em 2009, o National Park Service reconstruiu o Lincoln Memorial Reflecting Pool. O sistema de abastecimento de água da piscina foi atualizado para eliminar a água estagnada através da circulação da água da Bacia das Marés; a piscina antigamente era enchida com água potável da cidade. Caminhos pavimentados foram adicionados aos lados norte e sul da piscina para substituir a grama desgastada e evitar mais erosão. A construção do projeto de 18 meses e US$ 30,74 milhões começou em novembro de 2010. A piscina reabriu em 31 de agosto de 2012. O projeto foi gerenciado pelo Grupo Louis Berger.

### Operação pós-restauração
Poucas semanas após a reabertura da piscina em 2012, ela teve que ser drenada e limpa a um custo de US$ 100.000 devido a algas na piscina. O crescimento de algas foi tão extenso que cobriu quase completamente a superfície da piscina. Usando um sistema desinfetante de ozônio instalado durante a reforma, o Serviço Nacional de Parques disse que duplicaria a quantidade de ozônio que mata algas na piscina para controlar futuros surtos.
Em 2013, a construção do Memorial Nacional da Segunda Guerra Mundial danificou a extremidade leste da Piscina Refletora. Os trabalhadores do NPS fecharam os 30 ft (9 m) a leste da piscina em agosto de 2015 para reparar a bacia, trabalho que foi concluído no verão de 2016.

## Eventos

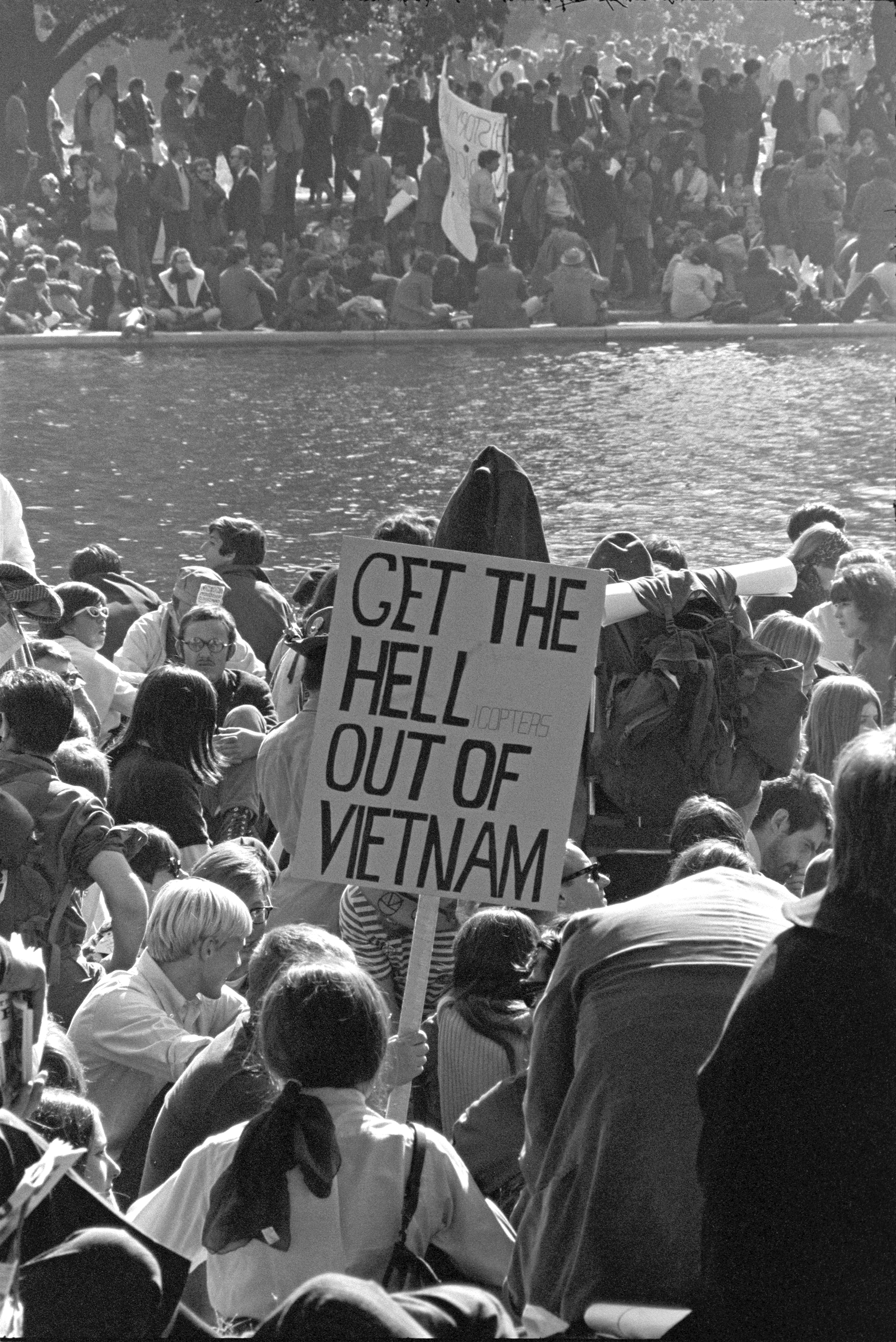
Manifestantes anti-Guerra do Vietnã se reúnem na piscina para a marcha de 21 de outubro de 1967 no Pentágono

Localizada na base dos degraus do Lincoln Memorial, a área da Reflecting Pool já foi palco de muitos eventos históricos, incluindo:
- Em 1939, a cantora Marian Anderson foi negada a permissão para se apresentar no Constitution Hall em Washington porque ela era afro-americana. Um concerto ao ar livre foi realizado no domingo de Páscoa, com uma multidão de mais de 75.000 pessoas.
- Em 28 de agosto de 1963, a Marcha em Washington por Emprego e Liberdade usou a área para sua manifestação pelos Direitos Civis. Foi lá que Martin Luther King Jr. fez seu discurso "I Have a Dream ", proferido para uma multidão de 250.000 pessoas.
- Em 21 de outubro de 1967, 100.000 manifestantes anti-Guerra do Vietnã se reuniram na piscina e no memorial para iniciar a Marcha no Pentágono .
- Em 2009, We Are One: The Obama Inaugural Celebration foi realizada no Lincoln Memorial, com uma multidão de 400.000 pessoas.
- Em 2010, iniciou-se o projeto de restauração.
- Em 28 de agosto de 2010, o rally Restoring Honor foi realizado. Oradores notáveis incluíram Alveda King, sobrinha de Martin Luther King Jr., ex-candidato a vice-presidente  Sarah Palin e o organizador do evento Glenn Beck.
- A partir de 2012, o projeto de restauração foi concluído e a piscina foi reaberta em 31 de agosto.
- Em 31 de dezembro de 2012, National Park Rangers, usando seus fundos pessoais e tempo, acendeu mais de 2.000 velas ao redor do espelho-d'água em comemoração ao 150º aniversário da Proclamação de Emancipação, onde o Serviço do Parque tocou no Ano Novo com uma Ronda Noturna e Vigília da Liberdade e o canto de " My Country, 'Tis of Thee ".
- Em 28 de agosto de 2013, o 50º aniversário da Marcha em Washington por Emprego e Liberdade e o discurso "Eu tenho um sonho" de Martin Luther King Jr. foi comemorado com um evento de dia inteiro. O evento contou com vários oradores, incluindo o então presidente Barack Obama e John Lewis, o único orador vivo do comício original.
- Em 19 de janeiro de 2021, o então presidente eleito Joe Biden e a vice-presidente eleita Kamala Harris realizaram um memorial em homenagem aos 400.000 americanos que morreram da pandemia de COVID-19 nos Estados Unidos.[10]

## Galeria

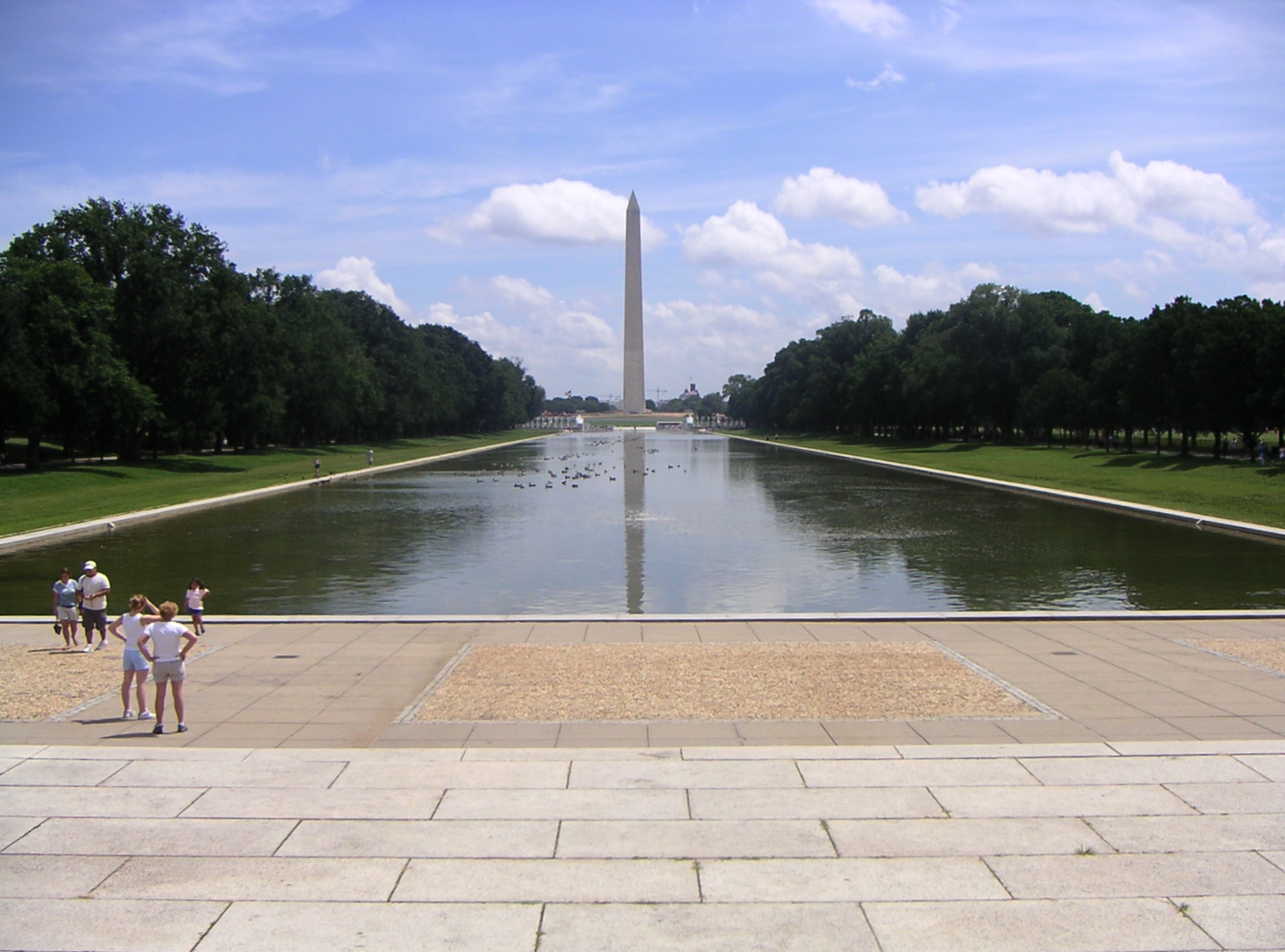
O Lincoln Memorial Reflecting Pool visto do Lincoln Memorial (2005)
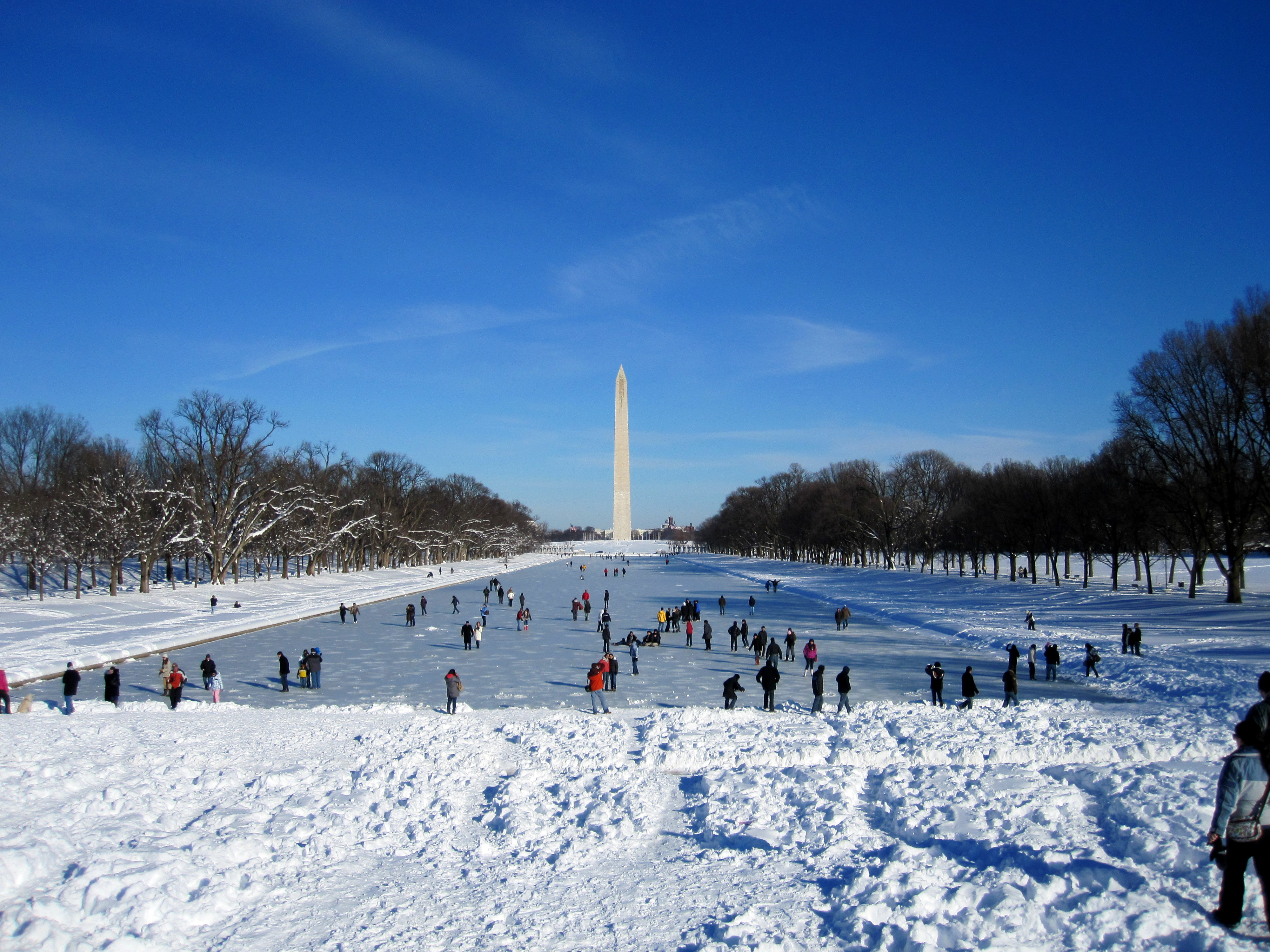
Gelo cobrindo o Lincoln Memorial Reflecting Pool após a nevasca norte-americana de 5 a 6 de fevereiro de 2010
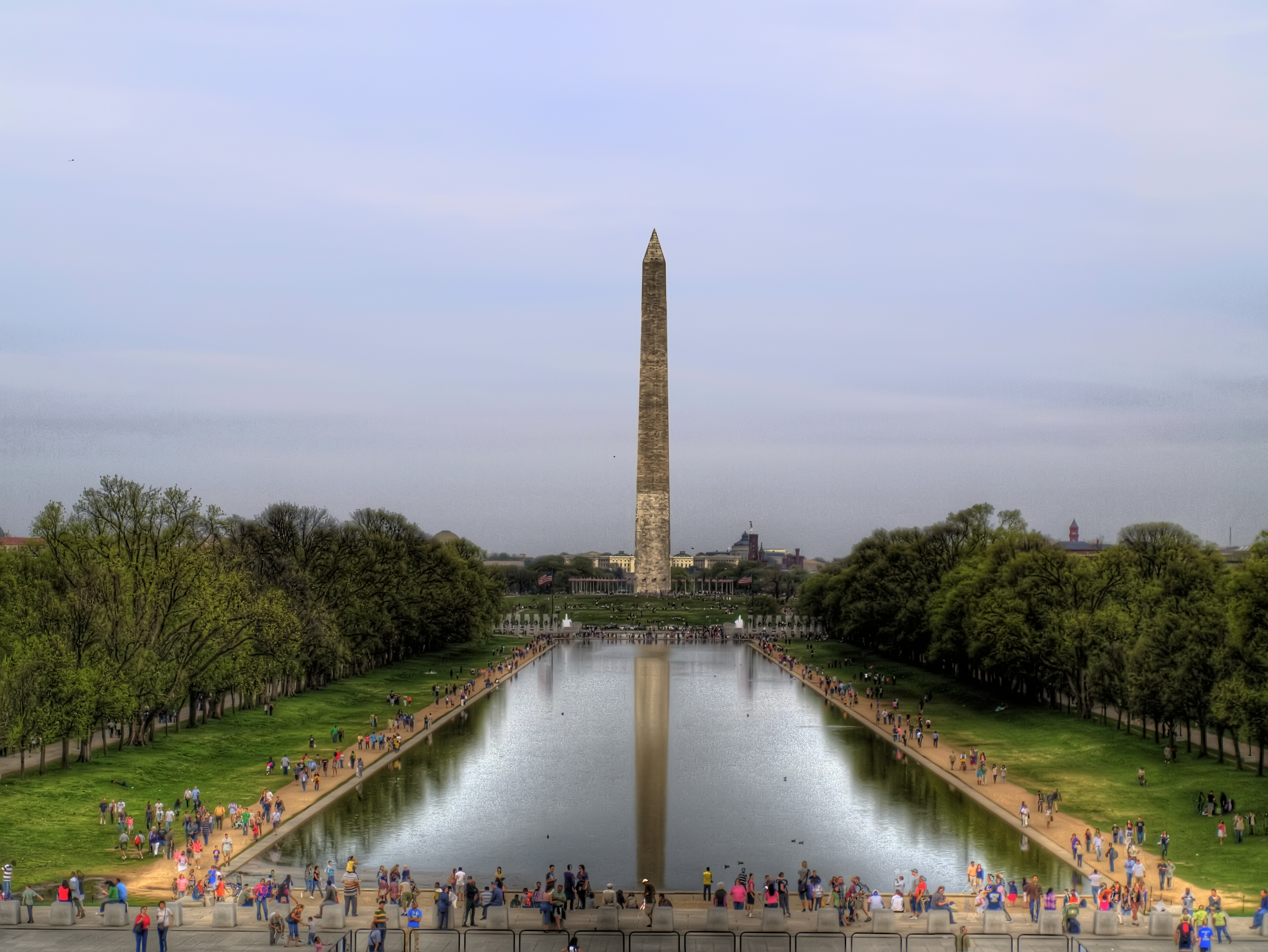
Lincoln Memorial Reflecting Pool antes da reconstrução (abril de 2010)
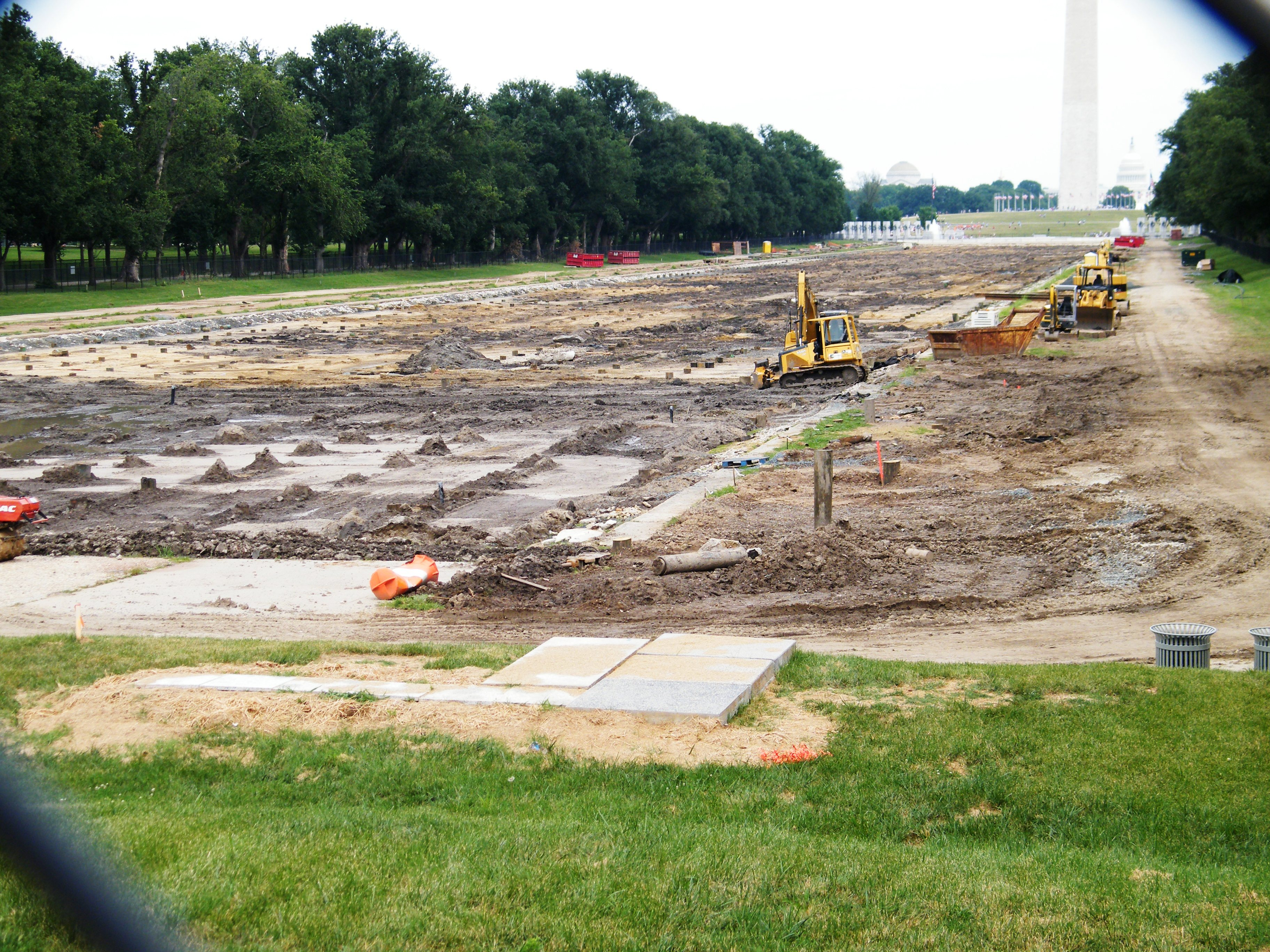
Lincoln Memorial Reflecting Pool em reconstrução (junho de 2011)
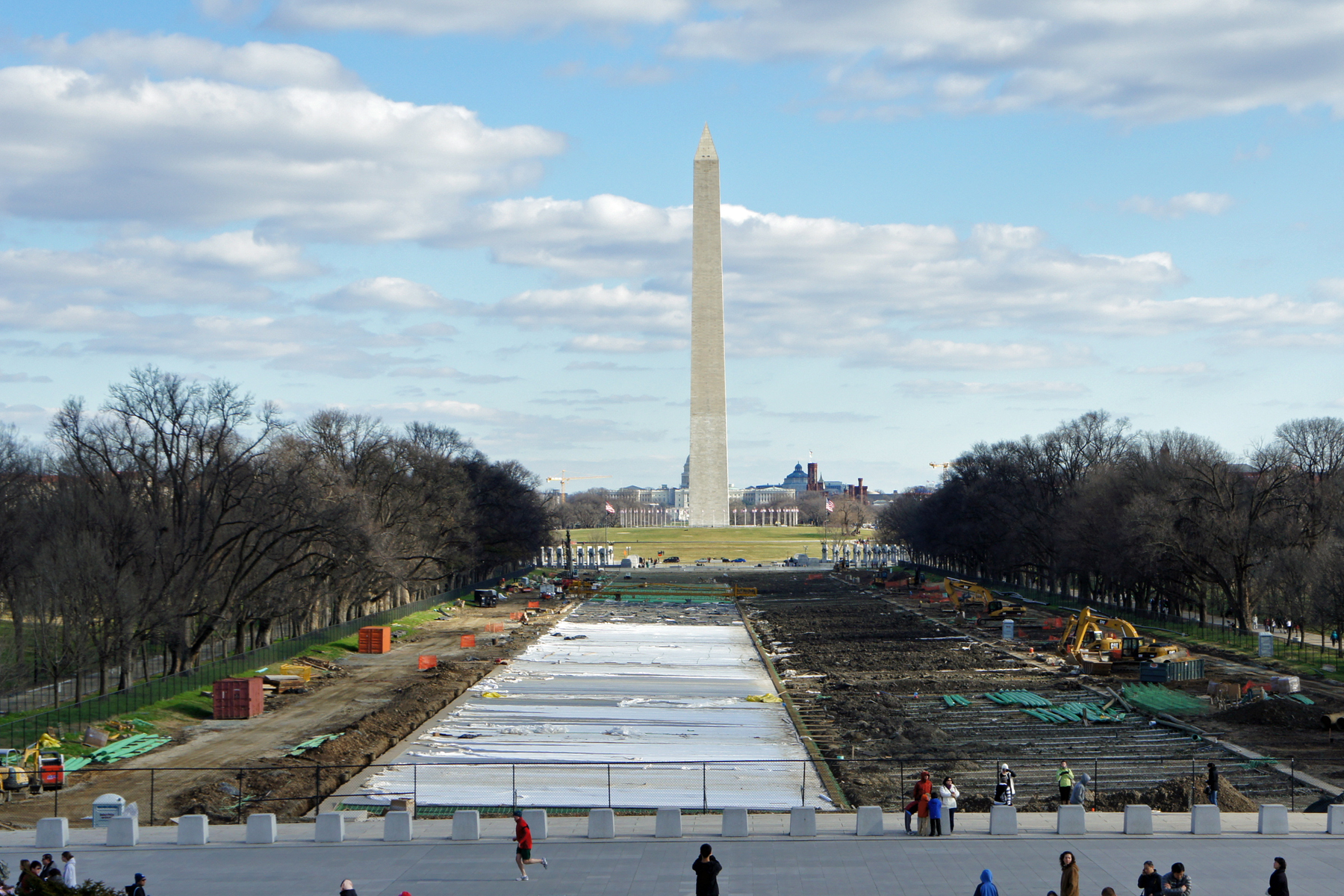
O Lincoln Memorial Reflecting Pool em reconstrução (dezembro de 2011)
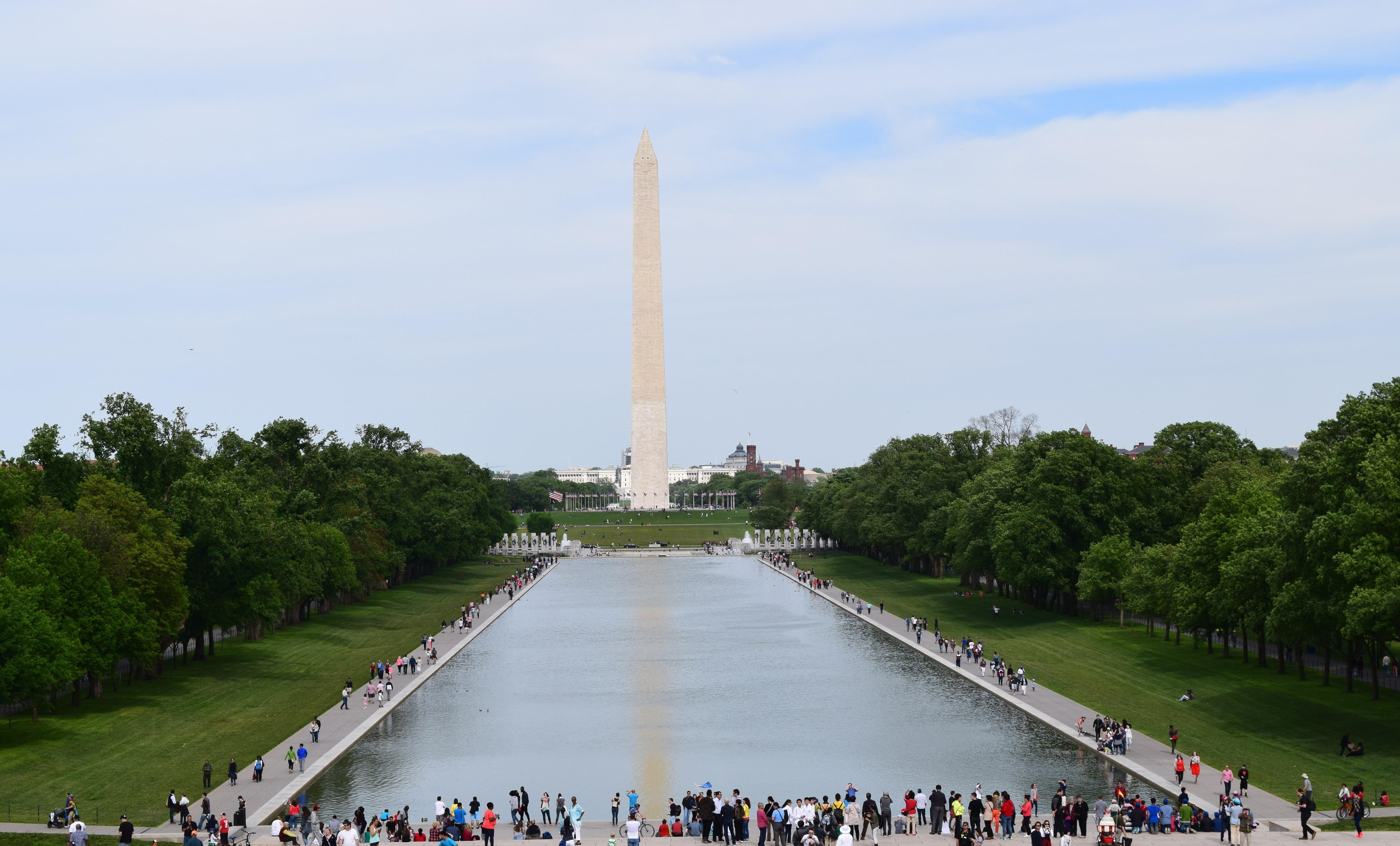
Lincoln Memorial Reflecting Pool após a reconstrução (maio de 2016)
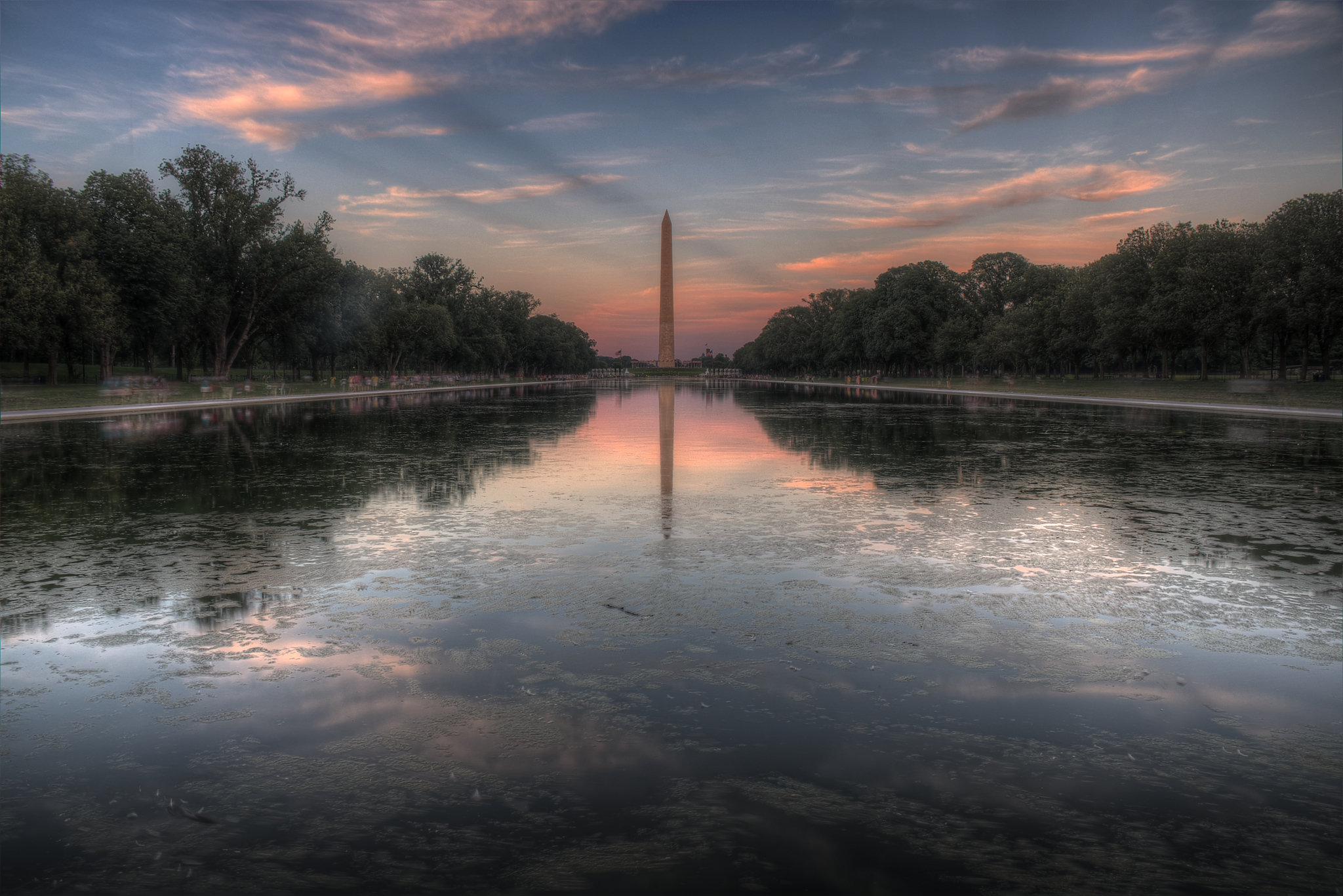
O Lincoln Memorial Reflecting Pool ao pôr do sol (agosto de 2015)